# Người Việt tại Bỉ
Người Việt tại Bỉ là một cộng đồng châu Á và Đông Nam Á tại châu Âu. Theo thống kê dân số hiện nay có tới 7.200 người Việt sống, làm ăn và học tập tại đây

## Sinh hoạt cộng đồng người Việt tại Vương quốc Bỉ

### Tết năm 2017
Buổi gặp mặt Mừng xuân Đinh Dậu với cộng đồng người Việt Nam tại Bỉ được Đại sứ quán Việt Nam tại Vương quốc Bỉ và Đại Công quốc Luxembourg tổ chức. Hơn 300 bà con trong cộng đồng người Việt Nam, cán bộ các cơ quan đại diện, nghiên cứu sinh, sinh viên đang sinh sống, làm việc và học tập tại Vương quốc Bỉ và các vùng phụ cận đã tới tham dự. Nhân dịp này, thay mặt Tổng hội người Việt Nam tại Vương quốc Bỉ, ông Huỳnh Công Mỹ đã thông báo những hoạt động của Tổng hội trong thời gian qua, trong đó tập trung vào việc giảng dạy tiếng Việt cho con em kiều bào và hoạt động ủng hộ đồng bào miền Trung là nạn nhân của bão lũ.